# Euchloe olympia
Euchloe olympia is een vlindersoort uit de familie van de Pieridae (witjes), onderfamilie Pierinae.
Euchloe olympia werd in 1871 beschreven door W. Edwards.